# Громова (деревня)
Громова — деревня в Черемховском районе Иркутской области России. Входит в состав Новогромовского муниципального образования. Находится примерно в 8 км к северо-западу от районного центра.

## Население
| 2002 | 2010 | 2011 | 2012 |
| ---- | ---- | ---- | ---- |
| 19   | ↗24  | →24  | ↘23  |